# Línea 555 (Mar del Plata)
La línea 555 es una línea de colectivos perteneciente a la empresa Transporte 25 de Mayo S.R.L. Fue inaugurada en el año 2005, como reemplazo de la línea 592, que cumplía servicios entre el Cementerio Parque y Varesse. Inicialmente, partía desde Lomas del Golf y alcanzaba su cabecera en Belgrano y Buenos Aires, para luego de un tiempo ser prolongada por Av. Independencia a su actual cabecera. Esta línea puede ser identificada por el color siento el rojo.

## Servicios
Cumple un servicio directo entre su cabecera de Av. Della Paolera y Alice, el Cementerio Parque y el Barrio Lomas del Golf. Los servicios hacia la Escuela 44 y Barrio Antártida Argentina son prestados a través de un rondín con trasbordo -sin doble pago- en la puerta del Cementerio Parque.  

## Recorrido
Haciendo Click Aquí pueden consultarse los recorridos de la Línea 555.

### Cementerio-Lomas del Golf

#### Ida
Antonio Alice - Av. Della Paolera - Av. José Manuel Estrada - Av. Felix U. Camet - Av. Antártida Argentina - Cacique Chuyantuya - Av. 10 de Febrero - Cabo Corrientes.

#### Vuelta
Cabo Corrientes - Av. 10 de Febrero - Cacique Chuyantuya - Av. Antártida Argentina - Av. Feliz U. Camet - Av. José Manuel Estrada - Av. Della Paolera - Miguel Sagastizabal - Asturias - Alfonsina Storni - Av. Della Paolera.

### Rondín: Cementerio-Escuela 44

#### Vuelta Redonda
Cacique Chuyantuya - Av.. Antártida Argentina - Calle 479 - Av. Antártida Argentina - Cacique Chuyantuya.

### Rondín: Recorrido escolar
Av. 10 de Febrero - Cabo Corrientes - Av. 10 de Febrero - C. Manrique - Av. Antártida Argentina - Calle 479 - Av. Antártida Argentina - Cacique Chuyantuya.

## Servicios a Barrio Antártida Argentina y Escuela 44
Si se desea viajar desde Mar del Plata hacia la Escuela 44 (ubicada en el barrio mencionado) deberá abordarse una unidad de la Línea 555, abonar el boleto correspondiente, para luego descender en el Cementerio y trasbordar al rondin con el mismo boleto. Quienes viajen en sentido inverso, pueden optar por abonar con tarjeta el viaje luego de descender del rondin y trasbordar, o pagar en efectivo a bordo del mismo, presentando luego el boleto al chofer de la unidad de la Línea 555.

## Horarios del Rondin
Los horarios de salida del Rondin, desde la puerta del Cementerio Parque son los siguientes:
05:50 - 07:45(*) - 10:15 - 11:15 - 11:55 - 12:50(**) - 13:35 - 15:15 - 16:50(*) - 17:50 - 18:35- 19:35 - 21:05
(*) Este servicio cumple horario de escuela, por consiguiente, siempre que haya clases realiza ingreso y salida a Lomas del Golf y pasada por el Barrio SOIP.
(**) Este servicio sale a las 12:27 desde Lomas del Golf, siempre que haya clases en la Escuela 44.